# Давоян, Агван Рафикович
Агва́н Ра́фикович Давоя́н (арм. Աղվան Ռաֆիկի Դավոյան; 21 марта 1990, Ленинакан, Армянская ССР, СССР) — армянский футболист, защитник.

## Клубная карьера
Родился в Ленинакане. Является воспитанником местного футбола. Другие виды спорта Давояна не привлекали, да и не было желания чем-то других, кроме футбола.
С 8 лет начал увлекаться футболом. В этом есть заслуга старшего брата Артура и самого Давояна. В это же время стал посещать гюмрийскую футбольную школу имени Левона Иштояна (с 2011 года входит в структуру футбольного клуба «Ширак»). Первым тренером был Самвел Карапетян.
В 2006 году в футбольной школе «Ширака». В начале в юношеских командах, затем стал привлекаться в дубль, выступавший в первенстве Первой лиги. Годом позже Давоян заключил контракт с клубом сроком на один год. В «Шираке-2» выступал вплоть до 2009 года.

Давоян с личной футболкой под номером 25

В следующем сезоне состоялся дебют в Премьер-лиге в составе главной команды. Давоян вышел на поле в матче 2 тура против «Киликии», заменив на 75-й минуте матча Грачью Мнацаканяна. В том сезоне провёл 9 матчей, из которых 5 в основном составе. В 2011 году стал финалистом в розыгрыше кубка Армении. Однако трофей достался «Мике», которая обыграла «Ширак» со счётом — 1:4.

## Достижения
- Чемпион Армении: 2012/2013
- Обладатель Кубка Армении: 2011/12
- Финалист Кубка Армении: 2011

## Личная жизнь
Родители — Рафик и Рузанна, братья Роман и Артур. Женат, воспитывает сына Давида.  Свободное время любит проводить с друзьями. 

## Статистика
Данные на 18 марта 2012 года
| Клуб             | Сезон            | Чемпионат | Чемпионат | Кубки | Кубки | Еврокубки | Еврокубки | Всего | Всего |
| Клуб             | Сезон            | Матчи     | Голы      | Матчи | Голы  | Матчи     | Голы      | Матчи | Голы  |
| ---------------- | ---------------- | --------- | --------- | ----- | ----- | --------- | --------- | ----- | ----- |
| Ширак            | 2010             | 9         | 0         | 0     | 0     | 0         | 0         | 9     | 0     |
| Ширак            | 2011             | 5         | 0         | 0     | 0     | 0         | 0         | 5     | 0     |
| Ширак            | 2012/13          | 0         | 0         | 0     | 0     | 0         | 0         | 0     | 0     |
| Всего            | Всего            | 14        | 0         | 0     | 0     | 0         | 0         | 14    | 0     |
| Всего за карьеру | Всего за карьеру | 14        | 0         | 0     | 0     | 0         | 0         | 14    | 0     |